# Sycandra
Sycandra is een geslacht van sponsdieren uit de klasse van de Calcarea (kalksponzen).

## Soort
- Sycandra utriculus (Schmidt, 1869)